# Benløse Kirke
Benløse Kirke ligger i landsbyen Benløse ca. 3 km N for Ringsted (Region Sjælland). Indtil Kommunalreformen i 2007 lå den i Vestsjællands Amt, og indtil Kommunalreformen i 1970 i Ringsted Herred (Sorø Amt).
Kor og skib er opført i senromansk tid o.1250 af teglsten. Korets savskifte fortsætter bag sakristiet og er muligvis oprindelig. I korets sydmur bag sakristiet kan ses et blændet romansk vindue. I skibets syd og nordmur kan ligeledes ses blændede romanske vinduer. Skibets oprindelige vestgavl kan ses fra tårnets mellemstokværk, her kan ses to ejendommelige blændingsdekorationer med to tagformede felter, der hver omfatter en skævt placeret trekløverbuet inderblænding. Dette motiv kendes fra Roskilde Domkirkes kapitelhus, fra dettes anden byggeperiode (se Danmarks Kirker III s.1445). Portalen til norddøren kan endnu ses i skibets nordmur. Tårn, våbenhus og sakristi er opført o.1500. Kirken har formodentlig afløst en tidligere kirke, som roskildebiskop Sunesen (biskop 1191-1214) skænkede til Ringsted Kloster i begyndelsen af 1200-tallet. Kirken blev hårdt restaureret 1862-68 og 1879.
Kor og skib fik indbygget krydshvælv i sengotisk tid o.1500. I skibet og i koret kan man se de blændede romanske vinduer. På korets vestvæg er ophængt to træfigurer forestillende Eva og Johannes Evangelisten, de stammer fra Benløse kirke men blev i 1879 deponeret i Roskilde domkirke, i 1950'erne kom de tilbage til Benløse. Det murede alterbord dækkes af en forside fra begyndelsen af 1600-tallet, i felterne ses oprindelige malerier, Syndefaldet, Korsfæstelsen og Isaks ofring. Altertavlen er malet af Constantin Hansen i 1862, motivet er Kristus som åbenbarer sig for Maria Magdalene (Noli me tangere), altertavlen blev oprindelig udført til Pedersborg kirke ved Sorø men kom til Benløse i 1875. Prædikestolen i renæssance er fra 1639. Korbuekrucifikset dateres til 1525.
Den senromanske døbefont er firkløverformet og er en gotlandsk importfont hugget i Hoburg-marmor.

## Eksterne kilder og henvisninger
- Wikimedia Commons har flere filer relateret til Benløse Kirke
- Benløse Kirke Arkiveret 14. september 2011 hos  Wayback Machine på nordenskirker.dk
- Benløse Kirke på KortTilKirken.dk
- Benløse Kirke i bogværket Danmarks Kirker (udg. af Nationalmuseet)